# Lampropteryx otregiata
Lampropteryx otregiata (tên tiếng Anh: Devon Carpet) là một loài bướm đêm thuộc họ Geometridae. Nó được tìm thấy ở Tây Âu (từ Scandinavia phía nam đến Anpơ) tới Nhật Bản và quần đảo Kuril.
Sải cánh dài 27–30 mm. Có hai lứa trưởng thành một năm, con trưởng thành bay vào tháng 5 và tháng 6 và một lần nữa vào tháng 8 và tháng 9.
Ấu trùng ăn các loài Asperula và Galium (bao gồm Galium palustre và Galium uliginosum). Ấu trùng có thể tìm thấy từ tháng 7 đến tháng 8. Nó qua mùa đông trong giai đoạn nhộng.

## Phụ loài
- Lampropteryx otregiata otregiata
- Lampropteryx otregiata dubitatrix (Bryk, 1942)